# China Open 2004 (Badminton)
Die China Open 2004 im Badminton fand vom 9. bis zum 14. November 2004 in Guangzhou, Volksrepublik China, statt. Das Preisgeld betrug 250.000 US-Dollar.

## Sieger und Platzierte
| Disziplin    | Gold                           | Silber                         | Bronze                               |
| ------------ | ------------------------------ | ------------------------------ | ------------------------------------ |
| Herreneinzel | Lin Dan                        | Bao Chunlai                    | Kenneth Jonassen                     |
| Herreneinzel | Lin Dan                        | Bao Chunlai                    | Taufik Hidayat                       |
| Dameneinzel  | Xie Xingfang                   | Wang Chen                      | Tine Rasmussen                       |
| Dameneinzel  | Xie Xingfang                   | Wang Chen                      | Pi Hongyan                           |
| Herrendoppel | Sigit Budiarto Candra Wijaya   | Chew Choon Eng Choong Tan Fook | Jens Eriksen Martin Lundgaard Hansen |
| Herrendoppel | Sigit Budiarto Candra Wijaya   | Chew Choon Eng Choong Tan Fook | Sang Yang Zheng Bo                   |
| Damendoppel  | Yang Wei Zhang Jiewen          | Wei Yili Zhao Tingting         | Du Jing Yu Yang                      |
| Damendoppel  | Yang Wei Zhang Jiewen          | Wei Yili Zhao Tingting         | Gao Ling Huang Sui                   |
| Mixed        | Jens Eriksen Mette Schjoldager | Chen Qiqiu Zhao Tingting       | Nova Widianto Liliyana Natsir        |
| Mixed        | Jens Eriksen Mette Schjoldager | Chen Qiqiu Zhao Tingting       | Anggun Nugroho Tetty Yunita          |

## Finalresultate
| Disziplin    | Sieger                         | Finalist                       | Ergebnis         |
| ------------ | ------------------------------ | ------------------------------ | ---------------- |
| Herreneinzel | Lin Dan                        | Bao Chunlai                    | 15-11 15-10      |
| Dameneinzel  | Xie Xingfang                   | Wang Chen                      | 5-11 11-3 11-4   |
| Herrendoppel | Candra Wijaya Sigit Budiarto   | Chew Choon Eng Choong Tan Fook | w.o.             |
| Damendoppel  | Zhang Jiewen Yang Wei          | Wei Yili Zhao Tingting         | 15-14 15-12      |
| Mixed        | Jens Eriksen Mette Schjoldager | Chen Qiqiu Zhao Tingting       | 15-13 13-15 15-8 |